# 中野豊
中野 豊（なかの ゆたか、1935年5月2日 - 2025年2月6日）は、日本の実業家。東京都小平市出身。五稜郭タワー2代目社長。息子に五稜郭タワー3代社長の中野恒、専務の中野晋。

## 略歴
東京都立農芸高等学校を卒業、その後家業の畑作を引き継ぎ花卉生産も行ったが、父・中野真輔が経営する五稜郭タワーの経営が厳しく農地を切り売りされることとなり規模を縮小する。
1976年に五稜郭タワーに営業部長として入社し1978年に常務、父の病気に伴い1982年からは実質的経営者となり1987年に専務となる。父の死去に伴い1994年に社長就任、2代目五稜郭タワーの建設に尽力し、赤字事業となっていたレストラン部門の撤退や雇用の見直し等の経営改善を図り2006年に2代目タワーの完成を実現。1993年から2017年には函館観光協会副会長も務めた他、函館地方法人会会長、箱館五稜郭祭実行委員長も兼任。その後2014年6月18日に社長を退任し会長となる。
2025年2月6日、肺炎のため函館市内の病院で死去、89歳没。